# Carl Rosa
Carl August Nicholas Rosa (Hamburg, Alemanya, 2 de març de 1842 - París, 30 d'abril de 1889) fou un violinista i empresari teatral alemany.
Als vuit anys ja tocava el violí en públic, estudià en els Conservatoris de Leipzig i París, i visità tota l'Amèrica com a violinista amb la companyia de Bateman, de la que també en formava part la notable prima donna Euphrosyne Parepa-Rosa (Edimburg, 1836 - Londres, 1874), amb la que es casà el 1867.
Tot el món coneixia aquell temps la companyia d'òpera de Carl Rosa, que després d'un èxit continuat a Amèrica, el continuà amb la mateixa fortuna en les regions del Regne Unit. Animat per aquest resultat, prengué al seu càrrec el 1875 el teatre de la Princesa de Londres, el 1876 el Liceu, i els teatres de s'ha Majestat i d'Haymarket, i el 1866 el de Drury Lane. Rosa donà conèixer a Anglaterra un gran nombre d'obres, tant nacionals com estrangeres, i sempre omplí els desitjos del públic, tant per l'elecció d'òperes com pels cantants, ja que en la seva companyia sempre hi ha via artistes de categoria com per exemple el tenor Joseph Maas, o la mezzo-soprano Cecília Lussan o el baríton Frederic Norton i d'altres també coneguts de l'època.